# Apsilochorema diffine
Apsilochorema diffine är en nattsländeart som beskrevs av Banks 1920. Apsilochorema diffine ingår i släktet Apsilochorema och familjen Hydrobiosidae. Inga underarter finns listade i Catalogue of Life.